# Pāpolī-ye Vosţá
Pāpolī-ye Vosţá (persiska: پاپلی وسطی, Pāpolī-ye Mīānī) är en ort i Iran.   Den ligger i provinsen Qazvin, i den nordvästra delen av landet, 120 km väster om huvudstaden Teheran. Pāpolī-ye Vosţá ligger 1 170 meter över havet och antalet invånare är 134.
Terrängen runt Pāpolī-ye Vosţá är platt, och sluttar österut. Runt Pāpolī-ye Vosţá är det ganska tätbefolkat, med 108 invånare per kvadratkilometer. Närmaste större samhälle är Qeshlāq-e Mūrānlū, 4,8 km söder om Pāpolī-ye Vosţá. Trakten runt Pāpolī-ye Vosţá består i huvudsak av gräsmarker.